# Tel Arad

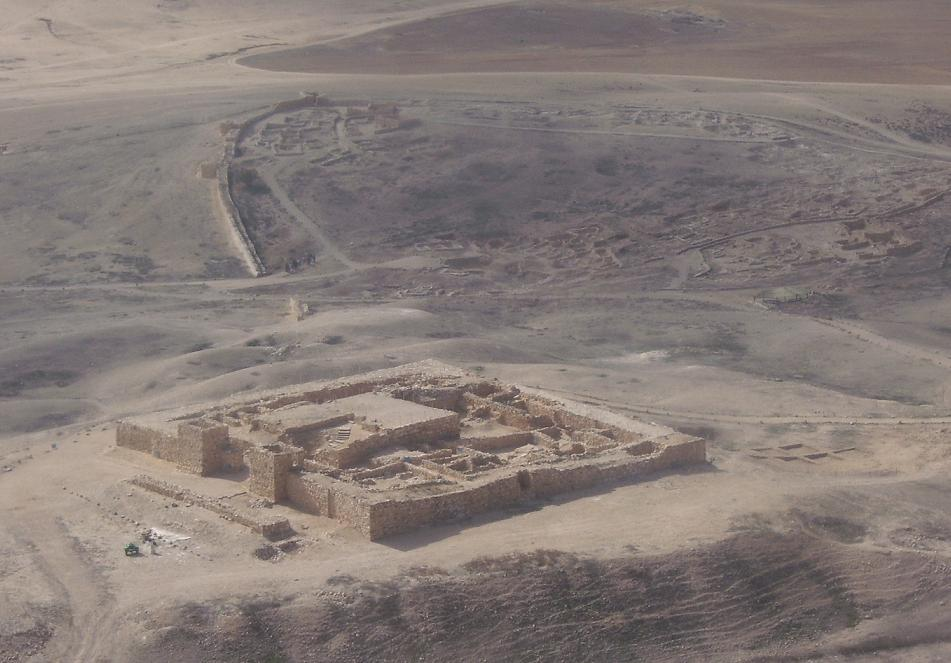
Fotografía aérea de la fortaleza de Tel Arad, al fondo la zona baja.

Tel Arad (en hebreo  תל ערד), o Antiguo Arad, es una ciudad en ruinas cuyos restos se sitúan a 8 km de la ciudad israelí de Arad, en el desierto del Néguev, al oeste del mar Muerto, y rodeada por las montañas Arad Becken. En las excavaciones del yacimiento se ha hallado una colección de 200 óstracas (inscripciones hechas en tablillas de barro cocido), que abarcan un periodo histórico que va desde fecha desconocida hasta el año 607 a. C., coincidiendo con el periodo bíblico de la época de los Jueces de Israel hasta la invasión babilónica de Judá.
Se ubicaba en una importante ruta de comercio, y fue destruida y reconstruida varias veces a lo largo de su historia. Dividida en dos partes, una baja y otra más alta, en la que se encuentra la así llamada Casa de Yahvé, un lugar considerado sagrado, donde se han venido haciendo ofrendas desde los días de los reyes David y Salomón, hasta tiempos recientes.

## Historia
La ciudad está dividida en dos partes, la zona baja fue habitada durante el calcolítico (4000 a. C.). Se ha hallado restos de un asentamiento cananeo de la Edad del Bronce que estuvo habitado hasta el año 2650 a. C. Estuvo deshabitada durante 1.500 años hasta que en el siglo XI a. C. se establecieron los israelitas.
En los tiempos de los reyes David y Salomón se construyó un gran complejo defensivo y sacro que se conoce por el nombre de La Ciudadela que fue destruida en el año 597 a. C. y en el 587 a. C. durante la invasión babilónica de Judá.
Los persas construyeron varias fortalezas que perduraron hasta la destrucción de Jerusalén por los romanos en el año 70.
En el siglo VI los musulmanes reconstruyeron la fortaleza que se abandonó en el siglo IX, sobre el año 861 que fue destruida y abandonada en un periodo de rebeliones.
Fue excavada entre los años 1962 y 1984. Las excavaciones fueron iniciadas por el arqueólogo 
Yohanan Aharoni. Entre los años 2005 y 2007 se volvieron a realizar excavaciones arqueológicas, esta vez dirigidas por Yehuda Goverin en las que se estudió la parte superior y el santuario. 
Fue declarado Parque nacional y está en proyecto una restauración de los muros de ambas partes de la ciudad, la baja y la alta.

## Hallazgos arqueológicos
El estudio de los restos de Tel Arad, que en la actualidad conforma un importante "tell" (montaña de ruinas), se han encontrado importantes construcciones defensivas, así como la evidencia de una destrucción total que se ubica en el siglo X a. C. que se estima que pueda corresponder a la conquista que realizó el rey egipcio Sisaq. En el yacimiento egipcio de Karnak hay referencia a la conquista de la ciudad de Arad por este monarca.
La importante colección de óstracas escritas en hebreo que se ha hallado, que recogen un periodo histórico, el cual coincide con el bíblico desde el tiempo de los jueces de Israel hasta la invasión babilónica, hay referencias a personajes bíblicos, así como al «nombre de Dios» en la forma conocida como tetragrámaton. En ellas se hace una posible referencia al Templo de Jerusalén como la Casa de Yahvé.
El santuario con altar que se ha encontrado y que pertenece al periodo judío, ha creado cierta controversia al contradecir las disposiciones bíblicas. En este templo se han encontrado evidencias del uso de sustancias alucinógenas en el culto israelita.